# Arika
Arika est une entreprise japonaise fondée en 1995 par Akira Nishitani qui exerce son activité dans le développement de jeux vidéo.

## Description
Arika a été créée par Akira Nishitani, un ancien employé de la société Capcom et un des concepteurs de Street Fighter II: The World Warrior. Elle est fondée sous le nom ARMtech K.K à Tōkyō, dans l'arrondissement Shibuya à Ebisu. En mars 1996, elle est renommée Arika, anagramme du prénom de son fondateur. En 2002, les locaux migrent à Tōkyō, dans l'arrondissement Shinagawa à Gotanda.
La société est connue pour le développement des séries Street Fighter EX et The Grand Master.

## Jeux développés
Arika développe des jeux aussi bien en arcade, sur console ou sur console portable.
| Titre                                             | Système                 | Support        | Date      |
| ------------------------------------------------- | ----------------------- | -------------- | --------- |
| Cardcaptor Sakura Clow Card Magic                 | PlayStation             | CD-ROM         | 2000      |
| Dr. Mario Online Rx                               | Wii                     | WiiWare        | 2008      |
| Endless Ocean                                     | Wii                     | DVD-ROM        | 2007      |
| Everblue                                          | PlayStation 2           | DVD-ROM        | 2001      |
| Everblue 2                                        | PlayStation 2           | DVD-ROM        | 2002      |
| Fighting Layer                                    | ZN-2                    | PCB            | 1998      |
| Endless Ocean 2 : Aventuriers des fonds marins    | Wii                     | DVD-ROM        | 2009      |
| Jewelry Master                                    | Compatible PC : Windows |                | 2006-2007 |
| Ketsui Death Label                                | Nintendo DS             | Cartouche      | 2008      |
| Mega Man Network Transmission                     | Nintendo GameCube       | DVD-ROM        | 2003      |
| Metal Torrent                                     | Nintendo DSi            | DSiWare        | 2009      |
| Street Fighter EX                                 | ZN-1                    | PCB            | 1996      |
| Street Fighter EX Plus                            | ZN-1                    | PCB            | 1997      |
| Street Fighter EX Plus                            | PlayStation             | CD-ROM         | 1997      |
| Street Fighter EX 2                               | ZN-2                    | PCB            | 1998      |
| Street Fighter EX 2 Plus                          | ZN-2                    | PCB            | 1999      |
| Street Fighter EX 2 Plus                          | PlayStation             | CD-ROM         | 1999      |
| Street Fighter EX 3                               | PlayStation 2           | DVD-ROM        | 2000      |
| Super Dragon Ball Z                               | System 246              | PCB            | 2005      |
| Super Dragon Ball Z                               | PlayStation 2           | DVD-ROM        | 2005      |
| Technic Beat                                      | PlayStation 2           | DVD-ROM        | 2002      |
| The Grand Master                                  | ZN-2                    | PCB            | 1998      |
| Tetris: The Grand Master 2 - The Absolute         | Psikyo SH2              | PCB            | 2000      |
| Tetris: The Grand Master Ace                      | Xbox 360                | DVD-ROM        | 2005      |
| Tetris: The Grand Master 3 - Terror Instinct      | Taito Type X            | Disque dur     | 2005      |
| Tetris: The Grand Master 4 - The Masters of Round | Ringwide                | Disque dur     | 2009      |
| Tsubasa Chronicle                                 | Nintendo DS             | Cartouche      | 2005      |
| Une pause avec... Dr. Mario                       | DSiWare                 | Téléchargement | 2008      |
| Tetris 99                                         | Nintendo Switch         | Téléchargement | 2019      |
| Super Mario Bros. 35                              | Nintendo Switch         | Téléchargement | 2020      |
| Pac-Man 99                                        | Nintendo Switch         | Téléchargement | 2021      |
| Endless Ocean Luminous                            | Nintendo Switch         |                | 2024      |